# アラブ人に死を

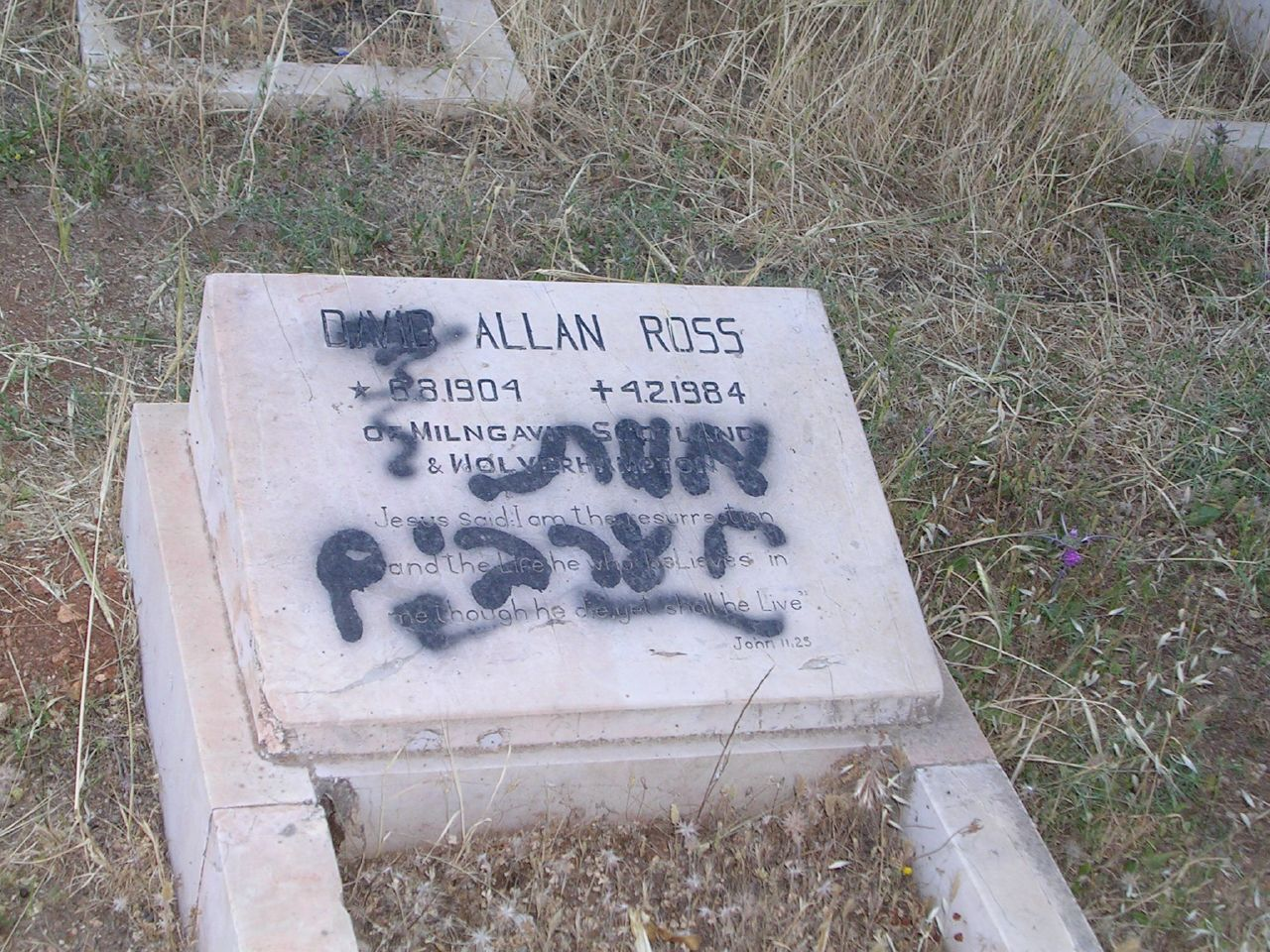
第2次インティファーダ直後、ベツレヘムにおいて冒涜されたキリスト教徒の墓。その落書きはヘブライ語で「アラブ人に死を」と読める。

アラブ人に死を（アラブじんにしを、英: Death to Arabs、ヘブライ語: מָוֶת לָעֲרָבִים、アラビア語: الموت للعرب）は、イスラエル発祥の反アラブ主義スローガン。イスラエル全土やヨルダン川西岸地区、程度は下がるがガザ地区において、抗議活動や騒乱の際によく使用される。使用者や場面にもよるが、反パレスチナ主義やあるいは非パレスチナ系アラブ人含むより広範な反アラブ感情を明確に表明するものである。使用については広く非難されており、大量虐殺（ジェノサイド）の意図を明示する言葉であるとの見方もある。イスラエル外では、第二次スーダン内戦中のスーダン人民解放軍（SPLA）戦闘員によって使用されていた。

## 使用の歴史
1980年、ハイファ大学の玄関の一つに、卍ともに「death to Arabs」と書かれていることが報告された。同時期、YESH運動がアラブ人学生の追放を要求していた。
メイル・カハネの支持者達はエルサレムで集会を開き、「アラブ人に死を」と叫んだ。1989年、カハネによる極右政党カハが、その人種差別的主張のために禁止された。レハヴァ構成員も集会中に「アラブ人に死を」と叫んだ。2000年10月イスラエル暴動では、ユダヤ系イスラエル人が「アラブ人に死を」と叫びつつアラブ人を攻撃し、2人のアラブ人が殺害された。2009年には、イスラエル我が家の党員が党大会中にガリラヤの道路上に集まって、道行く車に同スローガンを浴びせた。2012年8月16日、シオン広場で17歳のパレスチナ人青年Jamal Julaniらが、「アラブ人に死を」と叫んでいた複数の10代イスラエル人に襲撃された（シオン広場襲撃事件）。2015年のエルサレムでのFadi Alloun殺害事件では、入植者が「アラブ人に死を」とその遺体の前で叫んだ。イスラエル兵士を刺撃したのち無抵抗状態にあったパレスチナ人を別のイスラエル兵士エロル・アザリアが射殺した事件（アブドル・ファタハ・シャリフ殺害事件）では、アザリアへの擁護論が巻き起こり、大規模デモで「アラブ人に死を」のスローガンが唱えられた。世論調査では65パーセントのユダヤ系イスラエル人がこの射殺を支持することが示された。
1967年の東エルサレム占領を記念するエルサレムの日にもこのスローガンが使用される。この祝日に毎年行われる旗の行進では「お前の村を燃やしてやるぞ」などのシュプレヒコールとともに、「アラブ人に死を」が叫ばれる。例えば、2025年の行進ではユダヤ教学校の学生がこれを叫んだ。またこのスローガンは落書きにもよく用いられ、「値札」攻撃の後にも確認された。
1990年終盤より、このスローガンは、イスラエルのサッカースタジアムで一般的に聞かれるようになっている。ベイタル・エルサレムには反アラブ主義のサポーターが多いことで知られ、サポーターが「アラブ人に死を」と叫ぶのはいつものことである。

## 反応
イスラエルの社会学者Amir Ben-Poratは「アラブ人に死を」の使用の文脈を、イスラエル=パレスチナ紛争の変遷と、イスラエルのアラブ系市民はこの国から出ていくべきだとのユダヤ系イスラエル人の信念の両方で論じる。彼はこのスローガンが、「イスラエルの進行形の政治文化に関する特定の構成要素に由来し、そして支持を得ている」と述べている。このスローガンの急激な使用増加は、政治的右派がイスラエル国内のアラブ系市民の追放を求めた時期と一致していた。ハアレツ紙の記者Or Kashtiによれば、若者によるスローガン使用の増加は、イスラエルの教育システムの失敗よりもむしろ成功を示している。中東政治が専門のイアン・ラスティックは、「アラブ人に死を」やそのほか同様のフレーズは、「ナチスのスローガンやホロコーストに同調したドイツ人の行動を真似ている」と言う。
法学者のナデラ・シャルフーブ=ケヴォーキアンは、「アラブ人に死を」といったメッセージが「入植者植民地主義的」であると指摘し、それらが植民地支配されるパレスチナ人への「犯罪を正当化することになる」と述べている。Anat Rimon-Orは、ミズラヒ労働者階級と関連するこのスローガンが、イスラエル人によって引き起こされたアラブ人の死よりも、リベラルなユダヤ系イスラエル人に動揺をもたらしていると主張した。
中東研究会のNooran Alhamdanは次のようにダブルスタンダードを指摘している。「パレスチナ人は『川から海まで（From the river to the sea）』が何を意味するのか常に明らかにするよう強いられてきたし、明らかにしてもその意図は偽りだとされるが、イスラエル社会の大部分が『アラブ人に死を』に何の問題も見出さず、そして『本当にそう意味するわけではないんだ』と話す」。Arab Reform InitiativeのディレクターNadim Houryは、「アラブ人に死を」と叫ぶイスラエル人の集団は「イスラエル社会において周縁的な人々として描かれる」一方、「パレスチナ人やアラブ人が憎悪に満ちたことを言えば、その社会全体が暴力的であるとみなされる」と論じる。ニューヨークから選出のアメリカ下院議員ジャマール・ボウマンは「これはジェノサイドのシュプレヒコールだ。ありのままに呼ぼう」とコメントした。